# Замок Глинськ
Замок Глінск (англ. Glinsk Castle, ірл. Gleann Uisce) — замок Глен Ішке — замок Долини Води — один із замків Ірландії, в графстві Ґолвей, розташований біля однойменного селища, біля річки Сак. Замок збудований Уліком Берком на початку XVII століття. Біля замку розташовані руїни абатства Баллінакілл, що датуються початком XVIII століття. Біля замку є римо-католицька церква Святого Михайла, магазин, паб, що називаються «Замок Глінск».

## Історія замку Глінск
Замок Глінск відомий як останній замок в Ірландії, що збудований в архітектурному стилі норманських замків — замків, що будувалися на Британських островах після норманського завоювання Англії Вільгельмом Завойовником у 1066 році. Розташоване поруч абатство Баллінакілл відоме як найдавніша церква в Коннахті, що була збудована в готичному стилі. У замку жив Мак Девід Берк — лорд Клонконвей. Замок Глінск був збудований на початку XVII століття на місці більш давнього зруйнованого замку. На той час місцеві землевласники будували більше будинків та особняків, аніж замків. Замок Глінск є прикладом того, як замок будувався як будинок для проживання, але одночасно як оборонна споруда.
Замок має деякі унікальні архітектурні особливості, найяскравіші з яких — два димарні вали, кожен з яких є батареєю з п'яти діагональних стеків, які дають замку відчуття елегантності, дрібно скульптуровані вікна, які дуже добре збереглися. У плані замок являє собою прямокутник з буксирними квадратними вежами, які виступають з півдня. Він був колись оточений додатковою стіною з вежами, але вона не береглася.
Згідно історичних переказів у замку Глінск жила Нуала Ні Фінайті (ірл. Nuala Ni Finaghty), що була відома ще як Нуала на Модойге (ірл. Nuala na Miodoige) — Нуала Кинджал. Вона в цьому замку вбила свого чоловіка і вийшла заміж за сера Девіда де Бурго. Внаслідок цього злочинного шлюбу Девід і його нащадки стали лордами Клонконвей.
Перед повстанням 1641 року після повного захоплення Ірландії Англією ірландські землевласники будували будинки, які вдовольняли б їх бажання жити в просторих будинках і одночасно були б надійними оборонними спорудами. Такі будинки відрізнялись від англійських маєтків меншою кількістю вікон і меншими розмірами вікон, високими підвалами, наявністю бійниць для мушкетів. Водночас ці замки вдовольняли бажання джентльменів жити комфортно. Будівництво замку Глінск імовірно почалось у 1628 році.
Замок Глінск неодноразово руйнувався пожежами, але порівняно з іншими замками непогано зберігся. У замку була низка дерев'яних конструкцій, які не збереглися.